# Pitch Perfect 2
Pitch Perfect 2 (Dando la nota: aún más alto, en España y Más notas perfectas en Hispanoamérica) es una comedia musical estadounidense de 2015, dirigida por Elizabeth Banks y escrita por Kay Cannon, secuela de la película de 2012 Pitch Perfect. Se estrenó en los Estados Unidos el 15 de mayo de 2015.
Los primeros miembros del reparto coral que se confirmaron fueron Anna Kendrick y Rebel Wilson, quienes ya habían trabajado en la cinta anterior. La producción de este film empezó en 2014 de la mano de Elizabeth Banks, quien interpretó a Gail Abernath McKadden en la primera película, y fue éste el debut como directora cinematográfica de la actriz estadounidense.
La película cuenta con una continuación, estrenada en 2017, Pitch Perfect 3.

## Argumento
Tres años después de los acontecimientos de la primera película, el grupo de música a capela de las Barden Bellas está llevando a cabo una actuación en el Centro Kennedy para el cumpleaños del presidente Barack Obama. El grupo está ahora dirigido por Beca Mitchell (Anna Kendrick) y también cuenta con Fat Amy (Rebel Wilson), Chloe Beale (Brittany Snow), Cynthia-Rose Adams (Ester Dean), Stacie Conrad (Alexis Knapp), Lilly Onakurama (Hana Mae Lee), Jessica (Kelley Jakle), Ashley (Shelley Regner), y la más reciente adición, Flo (Chrissie Fit), todas en trajes de lentejuelas. Comentando el evento una vez más están los comentaristas John Smith (John Michael Higgins) y Gail Abernathy McFadden-Feinberger (Elizabeth Banks). Fat Amy sale colgada de unas cuerdas, cuando de repente se le rompe el traje y se da vuelta, enseñando al público sus partes más íntimas. El incidente se convierte en noticia a nivel nacional, y las Bellas son llamadas para ver al decano de la universidad (Gralen Bryant Banks). Debido al "Muffgate", como es llamado el percance, a las Bellas se les prohíbe volver a actuar. Su mejor apuesta de volver es competir en un torneo mundial de a capela. 
La estudiante de primer año Emily (Hailee Steinfeld) es hija de Katherine (Katey Sagal), quien fue de las primeras miembros de las Bellas. Emily espera seguir los pasos de su madre e ingresar en las Bellas. Ella va al auditorio para ver los Treblemakers, grupo a capela masculino co- dirigido por el novio de Beca, Jesse Swanson (Skylar Astin), y su mejor amigo Benji Applebaum (Ben Platt). Emily se reúne con Jesse y Benji en el exterior, donde Benji se enamora de Emily y trata de hablar con ella, pero solo hace que las cosas entre ellos sean cada vez más incómodas.
Beca comienza en secreto una pasantía en un estudio de grabación. El jefe (Keegan-Michael Key) les dice que Snoop Dogg va a grabar un álbum de Navidad con ellos, pero él está buscando algo nuevo que añadir.
Emily se presenta en la casa de las Bellas y las chicas le hacen una audición después de enterarse de que Emily es hija de una antigua Bella. Emily interpreta una canción que ella misma escribió, y  la aceptan para el grupo de estudiantes a capela. 
Las Bellas van a una exhibición de autos en la que habrían actuado antes de su suspensión para que puedan revisar sus reemplazos, Das Sound Machine, también abreviado DSM. El grupo, dirigido por Pieter Krämer (Flula Borg) y Kommissar (Birgitte Hjort Sørensen), se acerca a las Bellas después de la feria para hacer comentarios condescendientes, y Beca se encuentra incapaz de replicar. En el trabajo, Beca observa cómo su jefe graba a Snoop Dogg cantando "Winter Wonderland". El jefe se siente frustrado al no encontrar nada bueno que añadir a esto, hasta que Beca interviene y al jefe le gusta lo que oye, y le pide a Beca que le muestre una maqueta de su trabajo.
Beca encuentra en el buzón una invitación de lujo para una exclusiva competición a capela, una versión moderna del "Fraseo" de la película anterior. Las Bellas acuden y se encuentran allí a los Treblemakers, DSM, los Green Bay Packers y los Tone Hangers. Kommissar y Pieter se burlan de las Bellas de nuevo antes de que comience la competición. Las Bellas y DSM llegan a la ronda final, pero DSM gana cuando Emily canta su canción incumpliendo las normas.
El jefe de Beca está impresionado con lo que ella le trae, pero le recrimina que son en su mayoría mash-ups, o sea canciones creadas con retazos de otros temas. Bumper Allen invita a Fat Amy a una cena que ha preparado, y él le pide que sea su novia. Fat Amy le rechaza y deja a Bumper decepcionado.
Las Bellas son invitadas a actuar y hacen un completo desastre. Usan demasiada utilería y Cynthia termina con quemaduras porque es golpeada accidentalmente por sus compañeras. Chloe está furiosa, así que le plantea a las chicas ir a un retiro, para redescubrir su sonido y así poder ganar.
Una vez en el retiro, dirigido por la exlíder de las Bellas, Aubrey Posen (Anna Camp), realizan diversas actividades de trabajo en equipo, mientras cantan canciones clásicas, que jamás estarían en su repertorio. Beca comienza a recriminarle a Chloe que pierden el tiempo y no tienen posibilidades de ganar. Beca se ve forzada a contar el asunto de la pasantía y se marcha enojada. Su destino se ve impedido al ser capturada por una trampa de osos, de la que logra salir, luego de que Lilly corta las cuerdas de la trampa, liberándola.
Esa misma noche, las Bellas se reúnen en una fogata, donde comentan sus planes para el futuro. Beca le pide a Emily si quiere colaborar con ella en su nueva música, y ésta acepta emocionada. Chloe toma la decisión de graduarse, después de aplazarlo por 3 años. Cynthia Rose dice que va a mudarse a Maine para casarse legalmente, e invita a todas a su matrimonio. Flo les informa que va a ser deportada, y aunque trate de volver, les dice que "es posible que muera intentándolo", así que las anima a vivir el momento. Conmovidas, interpretan "Cups", la canción que lo inició todo. Cuando le preguntan a Fat Amy sus planes para el futuro, esta se da cuenta de que ama a Bumper, así que toma la iniciativa y lo va a buscar a la casa de los Trebles, donde se besan apasionadamente y se reconcilian.
Beca trabaja con Emily en el demo que el productor pidió, y logran una buena canción, que el jefe de Beca aprueba y les propone coproducirlas. 
Después de graduarse, las Bellas llegan a Copenhague (Dinamarca), para la competencia mundial, con grupos de todo el mundo reunidos en el lugar. Allí, las Bellas conmueven a todo el mundo con su presentación y ganan el campeonato mundial, reinstaurando así el orgullo a capella y a las Bellas. Emily queda a cargo de la casa y se desliza por las escaleras, como parte de la tradición.

## Reparto

### Barden Bellas
- Anna Kendrick como Beca Mitchell.
- Brittany Snow como Chloe Beale.
- Rebel Wilson como Patricia "Fat Amy".
- Ester Dean como Cynthia Rose Adams.
- Alexis Knapp como Stacie Conrad.
- Hana Mae Lee como Lilly Okanakamura.
- Kelley Jakle como Jessica.
- Shelley Regner como Ashley, una Bella veterana.
- Hailee Steinfeld como Emily Junk (Emily Shishi en España), nueva integrante de las Bellas.
- Chrissie Fit como Florencia 'Flo' Fuentes, otra nueva integrante de las Bellas.

### Miembros de otros grupos a capela
- Skylar Astin como Jesse Swanson, líder de los Treblemakers y novio de Beca.
- Ben Platt como Benji Applebaum, un treblemaker enamorado de Emily.
- Birgitte Hjort Sørensen como Kommissar, colíder de Das Sound Machine.
- Flula Borg como Pieter Krämer, colíder de Das Sound Machine.
- Reggie Watts, John Hodgman, Jason Jones y Joe Lo Truglio como Los Tone Hangers.
- Los jugadores de Green Bay Packers Clay Matthews, David Bakhtiari, Don Barclay, Josh Sitton, T.J. Lang y Jordan Rodgers
- Pentatonix como el grupo de Canadá Mountain Rhythm.
- Penn Masala como el grupo de India Naan Stop.
- The Filharmonic como el grupo de Filipinas.

### Otros personajes
- Anna Camp como Aubrey Posen, la exlíder de la Bellas. Ahora dirige la Logia de las hojas caídas.
- Elizabeth Banks como Gail Abernathy-McKadden.
- Adam DeVine como Bumper Allen, interés amoroso de Fat Amy, exlíder de los Treblemakers y actual líder de las Perchas de tono.
- C.J. Perry como antigua Bella.
- John Michael Higgins como John Smith.
- Katey Sagal como Katherine Junk (Katherine Shishi en España), antigua Bella y madre de Emily.
- David Cross como el anfitrión de la fiesta de grupos a capela
- Keegan-Michael Key como el jefe de la empresa Residual Heat.
- Shawn Carter Peterson como Dax, becario de Residual Heat.
- Snoop Dogg interpretándose a sí mismo.
- Christina Aguilera, Pharrell Williams, Adam Levine y Blake Shelton como ellos mismos en The Voice.

## Música
| N.º | Título | Música                                                                                 | Duración |  |
| 1.  | «Universal Fanfare» | Elizabeth Banks, John Michael Higgins                                                  | 0:33     |  |
| 2.  | «Kennedy Center Performance (We Got the World/Timber/America The Beautiful/Wrecking Ball)» | The Barden Bellas                                                                      | 2:27     |  |
| 3.  | «Lollipop» | The Treblemakers                                                                       | 2:43     |  |
| 4.  | «Car Show (Uprising/Tsunami)» | Das Sound Machine                                                                      | 1:47     |  |
| 5.  | «Winter Wonderland/Here Comes Santa Claus» | Snoop Dogg, Anna Kendrick                                                              | 3:04     |  |
| 6.  | «Riff Off (Thong Song/(Shake, Shake, Shake) Shake Your Booty/Low/Bootylicious/Baby Got Back/Live Like You Were Dying/Before He Cheats/A Thousand Miles/We Are Never Ever Getting Back Together/What's Love Got to Do with It/This Is How We Do It/Doo Wop (That Thing)/Poison/Scenario/Insane in the Brain)» | Das Sound Machine, Tone Hanger, The Barden Bellas, Green Bay Packers, The Treblemakers | 4:24     |  |
| 7.  | «Jump» | Das Sound Machine, Tone Hanger, The Treblemakers, Green Bay Packers                    | 1:16     |  |
| 8.  | «Convention Performance (Promises/Problem)» | The Barden Bellas                                                                      | 1:41     |  |
| 9.  | «Back to Basics (Boogie Woogie Bugle Boy/You Can't Hurry Love/Lady Marmalade/MMMBop/My Lovin' (You're Never Gonna Get It))» | The Barden Bellas                                                                      | 1:30     |  |
| 10. | «Cups ("When I'm Gone")» | The Barden Bellas                                                                      | 0:45     |  |
| 11. | «We Belong» | Rebel Wilson, Adam Devine                                                              | 3:34     |  |
| 12. | «Any Way You Want It (World Championship Medley)» | Pentatonix, Filharmonic, The Cantasticos, The Singboks, Penn Masala                    | 1:56     |  |
| 13. | «World Championship Finale 1 (My Songs Know What You Did in the Dark (Light Em Up)/All I Do Is Win)» | Das Sound Machine                                                                      | 2:01     |  |
| 14. | «World Championship Finale 2 (Run the World (Girls)/Where Them Girls At/Lady Marmalade/We Belong/Timber/Flashlight)» | The Barden Bellas                                                                      | 4:16     |  |
| 15. | «Crazy Youngsters» | Ester Dean                                                                             | 3:39     |  |
| 16. | «Pitch Perfect 2 End Credit Medley» | Mark Mothersbaugh                                                                      | 3:00     |  |
| 17. | «Flashlight» | Jessie J                                                                               | 3:29     |  |
| 18. | «All of Me (Bumper's Audition)» | Adam Devine                                                                            | 1:27     |  |

## Secuela
En junio de 2015 se confirmó que se realizaría una tercera película y que el guion volvería a estar a cargo de Kay Cannon.
Se anunció también que Anna Kendrick, Brittany Snow, Hailee Steinfeld y Rebel Wilson repetirían como protagonistas. Finalmente, Pitch Perfect 3 se estrenó en diciembre de 2017.
Aunque estaba previsto que Elizabeth Banks volviera como directora, finalmente fue Trish Sie quien se encargó de la dirección.
- Dando la nota: Bumper en Berlín (Serie de TV) (2022) Distribuidora: Peacock, SkyShowTime